# Grankreek (dorp)
Grankreek is een dorp in het district Saramacca in Suriname. Het ligt aan een doorgaande weg in het ressort Groningen, dichtbij de Saramaccarivier.
In het dorp wonen inheemse Arowakken. Tot 2016 werd het dorpsbestuur gedeeld met de Karaïbische dorpen Columbia en Maho. In dat jaar trad Angelique Palmtak aan als eerste kapitein van Grankreek en als eerste vrouwelijke kapitein van het district Saramacca.